# Doubravice (district de České Budějovice)
Pour les articles homonymes, voir Doubravice.
Doubravice (en allemand : Daubrawitz) est une commune du district de České Budějovice, dans la région de Bohême-du-Sud, en Tchéquie. Sa population s'élevait à 318 habitants en 2023.

## Géographie
Doubravice se trouve à 5 km au sud-est du centre de České Budějovice et à 127 km au sud de Prague.
La commune est limitée par Staré Hodějovice au nord-ouest, au nord et au nord-est, par Nová Ves à l'est, par Nedabyle au sud, et par Vidov au sud-ouest.

## Histoire
La première mention écrite du village date de 1267.

## Galerie

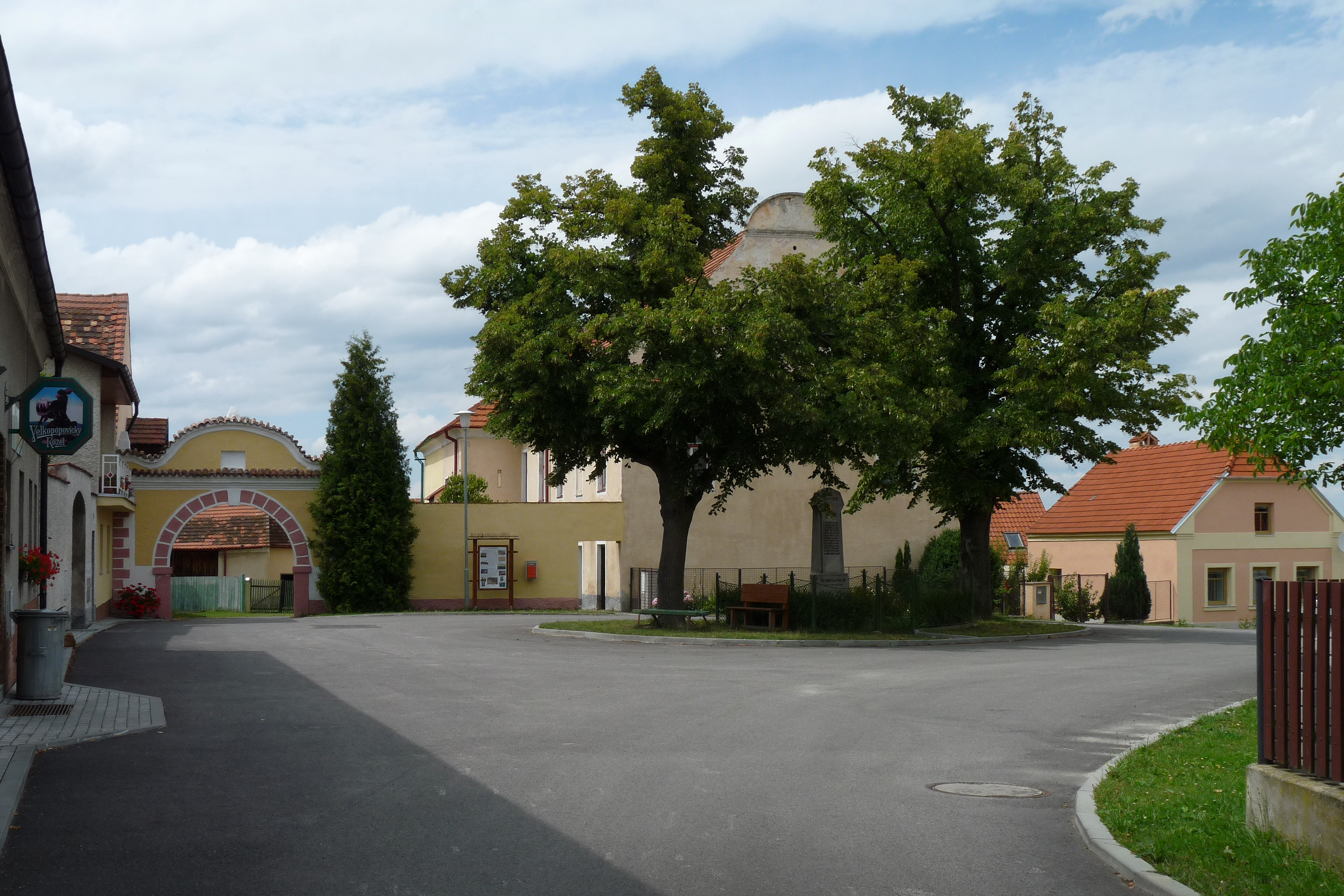
Centre de Doubravice.
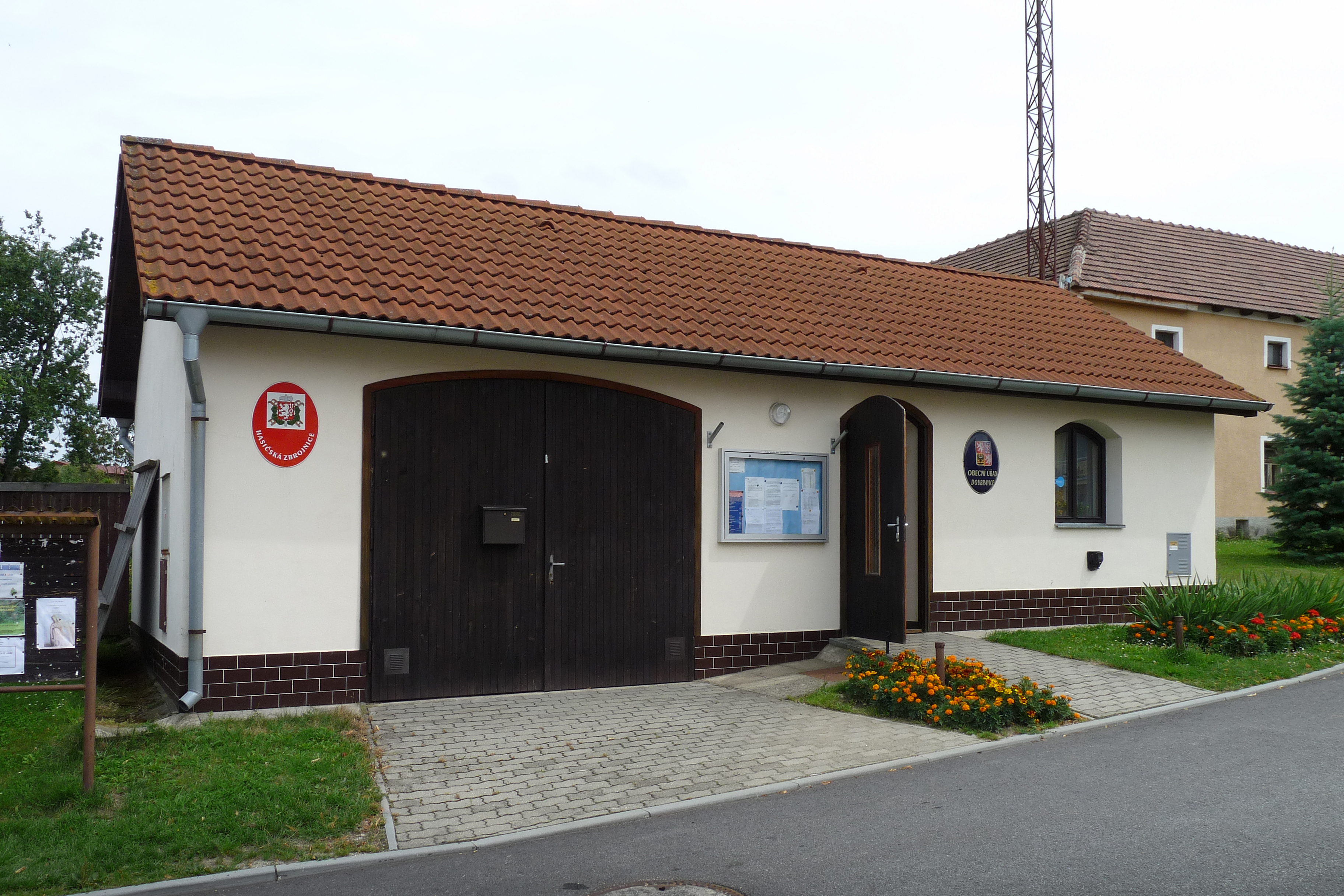
Doubravice : la mairie.

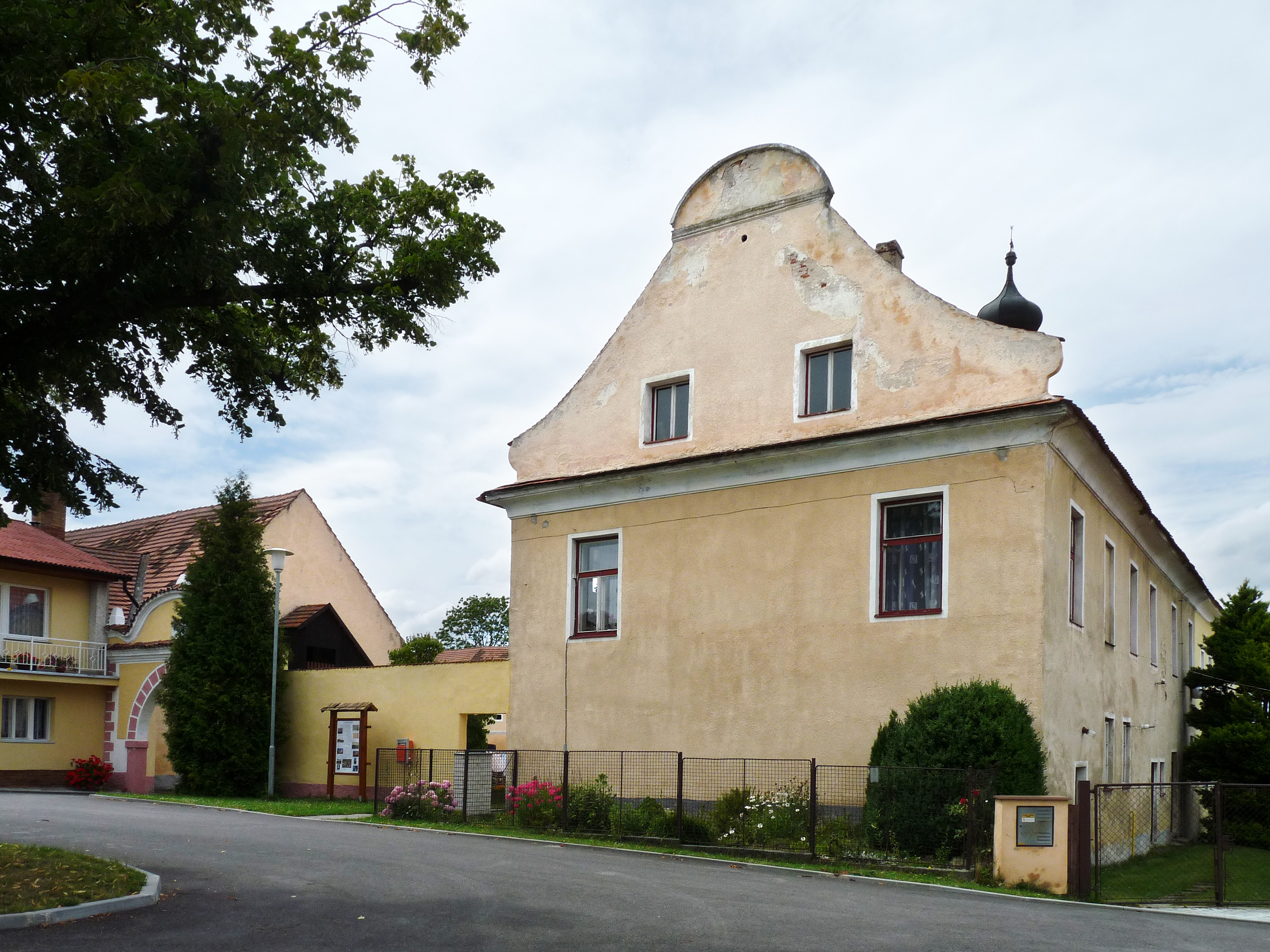
Château de Doubravice.
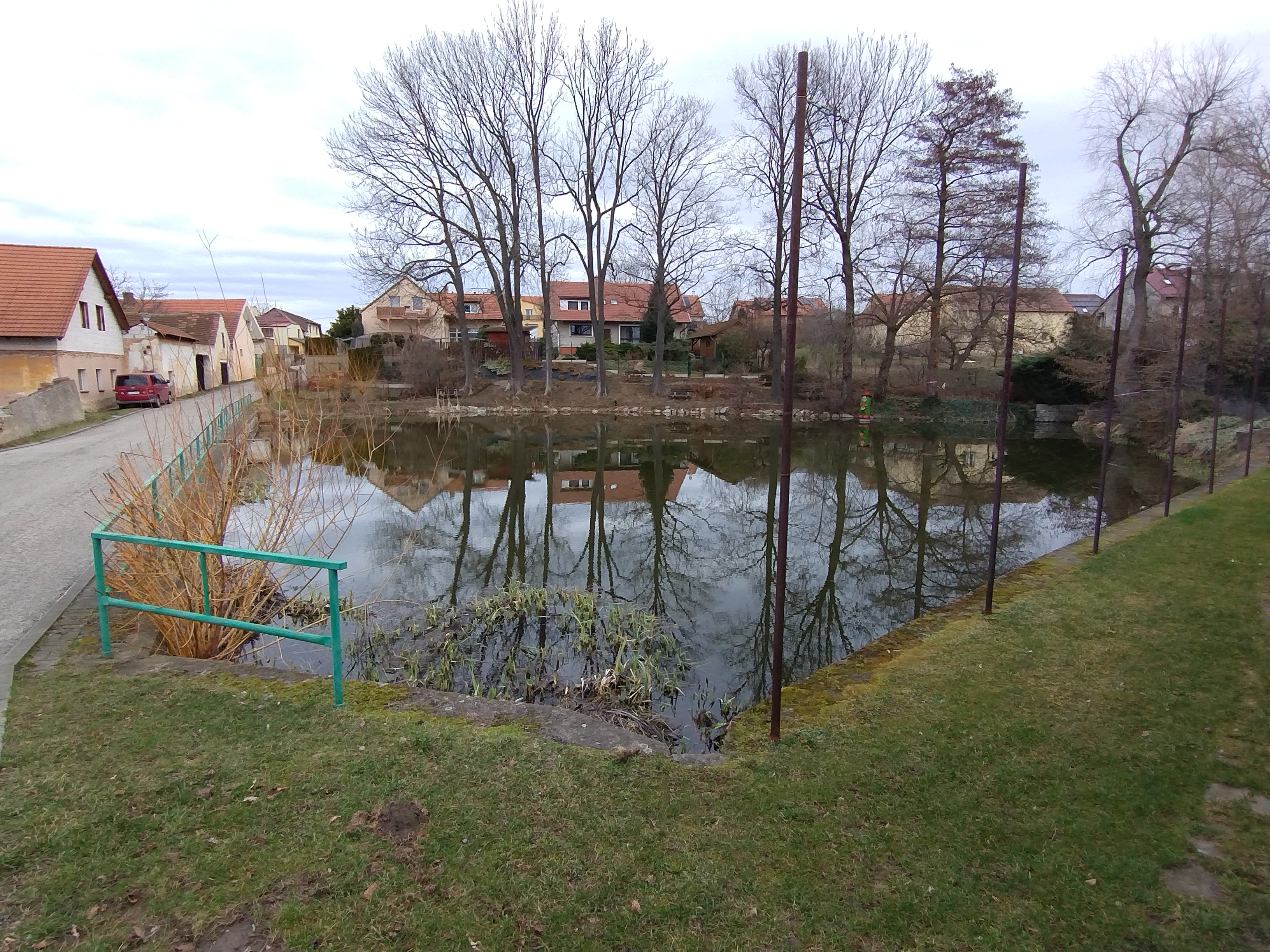
Étang à Doubravice.

## Transports
Par la route, Doubravice se trouve à 5,7 km de České Budějovice et à 156 km de Prague.
Le territoire de la commune doit être traversé par l'autoroute D3 reliant Prague à la frontière autrichienne et contournant par l'est la ville de České Budějovice. Cette section doit être ouverte à la circulation en 2024 ou 2025.